# Gabriella Wirth
Gabriella Wirth (Boedapest, 5 juli 1971) is een Hongaars tafeltennisster. Ze won in 1990 de Europese Top-12 en werd in hetzelfde jaar Europees kampioene dubbelspel, samen met Csilla Bátorfi. Ze versloegen in de finale Irina Palina en de later tot Nederlandse genaturaliseerde Jelena Timina.

## Loopbaan
Wirth kon haar beide titels net niet verdedigen op het eerstvolgende EK en de eerstvolgende Europese Top-12. In beide toernooien bereikte ze opnieuw de finale van de spelvorm waarop ze goud verdedigde. Mirjam Hooman ging niettemin met de Top-12 titel van 1991 aan de haal. Het Joegoslavische koppel Jasna Fazlić/Gordana Perkučin werd de nieuwe Europees kampioen dubbelspel.
Wirth nam namens Hongarije verder deel aan drie wereldkampioenschappen, een World Doubles Cup, een World Team Cup en een derde EK. Verdere medailles bleven tijdens die toernooien uit. Ze speelde competitie voor onder meer het Hongaarse Statisztika Budapest.

## Erelijst
Belangrijkste resultaten:
- Winnares Europa Top-12 1990, zilver in 1991
- Europees kampioene dubbelspel 1990, zilver in 1992 (beide met Csilla Bátorfi).
- Winnares EK-landenploegen 1990 (met Hongarije)
- Zilver EK gemengd dubbel 1990 (met Jean-Michel Saive)
- Winnares Europese Jeugd Kampioenschappen (EJK) 1989 (junioren)
- Winnares Europese Jeugd Kampioenschappen (EJK) 1986 (kadetten)

## Trivia
- Op het Jeugd-EK van 1989 won Wirth de dubbelspeltitel samen met haar zus, Veronika.